# Bombay Bicycle Club
Bombay Bicycle Club is een Engelse indie rock- en folkgroep uit Crouch End, Londen. De band bestaat uit Jack Steadman (zang, gitaar), Jamie MacColl (gitaar), Ed Nash (basgitaar) en Suren de Saram (drums). Diverse leden houden er ook soloprojecten op na. Jack Steadman bracht in juni 2017 een album uit onder de naam Mr. Jukes; de tweede single, Grant Green, is een samenwerking met de Amerikaanse soulzanger Charles Bradley die vlak na de release kwam te overlijden. 

## Discografie

### Albums
| Album met eventuele hitnotering(en) in de Nederlandse Album Top 100 | Datum van verschijnen | Datum van binnenkomst | Hoogste positie | Aantal weken | Opmerkingen |
| ------------------------------------------------------------------- | --------------------- | --------------------- | --------------- | ------------ | ----------- |
| The boy I used to be                                                | 12-02-2007            | -                     |                 |              | ep          |
| How we are                                                          | 29-10-2007            | -                     |                 |              | ep          |
| I had the blues but I shook them loose                              | 03-07-2009            | -                     |                 |              |             |
| Flaws                                                               | 09-07-2010            | -                     |                 |              |             |
| iTunes festival: London 2010                                        | 28-07-2010            | -                     |                 |              | ep          |
| A different kind of fix                                             | 26-08-2011            | -                     |                 |              |             |
| So Long, See You Tomorrow                                           | 03-02-2014            | -                     |                 |              |             |
| Everything Else Has Gone Wrong                                      | 17-01-2020            | -                     |                 |              |             |

### Singles
| Single met hitnotering(en) in de Vlaamse Ultratop 50 | Datum van verschijnen | Datum van binnenkomst | Hoogste positie | Aantal weken | Opmerkingen |
| ---------------------------------------------------- | --------------------- | --------------------- | --------------- | ------------ | ----------- |
| Evening / Morning                                    | 04-08-2008            | -                     |                 |              |             |
| Always like this                                     | 13-04-2009            | -                     |                 |              |             |
| Dust on the ground                                   | 29-06-2009            | -                     |                 |              |             |
| Magnet                                               | 28-09-2009            | -                     |                 |              |             |
| Ivy & gold / Flaws                                   | 05-07-2010            | -                     |                 |              |             |
| Rinse me down / Dorcas                               | 21-09-2010            | -                     |                 |              |             |
| Shuffle                                              | 23-06-2011            | 03-09-2011            | tip15           | -            |             |
| Lights out, words gone                               | 14-10-2011            | 10-12-2011            | tip48           | -            |             |